# Julia de majestatis
Julia de majestatis va ser una llei establerta per August al començament de l'Imperi Romà que castigava qualsevol atac a la "majestat" del poble romà, el delicte de Majestas. Tiberi la va fer interpretar com una llei que castigava qualsevol atac a l'emperador, encara que fos només de paraula, ja que representava al poble. La condemna era a mort en el grau màxim i penes menors en altres graus.